# 김순봉 (1888년)
김순봉(金舜鳳, 1888년 2월 19일 ~ ?)은 일제강점기의 지방행정 관료이다.

## 생애
출신지는 평안북도 희천군이다. 한일 병합 조약 체결을 전후하여 조선총독부가 운영하는 공업전습소를 졸업하고 1911년에 보통문관시험에 합격하여 관리가 되었다.
1913년에 군서기에 임명되어 고향인 희천군을 시작으로 평안북도의 녕변군, 박천군, 룡천군에서 근무했고, 1928년에 총독부 군수로 승진했다. 평북 철산군 군수를 거쳐 1933년에는 삭주군 군수로 전임했다.
삭주군농회 회장, 평안북도 농회 통상의원, 적십자사 삭주위원장, 애국부인회 삭주군분회 고문 등을 역임했다. 일본 정부로부터 서보장을 수여받는 등 1938년을 기준으로 정7위 훈6등에 서위되어 있었다.
삭주군수로 재직 중이던 1935년에 총독부가 편찬한 《조선공로자명감》에 조선인 공로자 353명 중 한 명으로 수록되어 있다. 《조선인사흥신록》에는 조선의 산업 발전에 큰 공헌을 했다고 기록되어 있기도 하다.
2008년 발표된 민족문제연구소의 친일인명사전 수록예정자 명단 중 관료 부문에 포함되었다.

## 참고자료
- 김순봉(金舜鳳) - 국사편찬위원회